# Beslon
Beslon és un municipi francès situat al departament de la Manche i a la regió de Normandia. L'any 2007 tenia 514 habitants.

## Demografia

### Població
El 2007 la població de fet de Beslon era de 514 persones. Hi havia 209 famílies de les quals 63 eren unipersonals (47 homes vivint sols i 16 dones vivint soles), 67 parelles sense fills, 75 parelles amb fills i 4 famílies monoparentals amb fills.
La població ha evolucionat segons el següent gràfic:
Habitants censats

### Habitatges
El 2007 hi havia 256 habitatges, 212 eren l'habitatge principal de la família, 32 eren segones residències i 12 estaven desocupats. 255 eren cases i 1 era un apartament. Dels 212 habitatges principals, 147 estaven ocupats pels seus propietaris, 63 estaven llogats i ocupats pels llogaters i 2 estaven cedits a títol gratuït; 5 tenien dues cambres, 25 en tenien tres, 52 en tenien quatre i 130 en tenien cinc o més. 204 habitatges disposaven pel capbaix d'una plaça de pàrquing. A 94 habitatges hi havia un automòbil i a 100 n'hi havia dos o més.

### Piràmide de població
La piràmide de població per edats i sexe el 2009 era:
| Homes | Edats   | Dones |
| ----- | ------- | ----- |
| 0     | 95 o +  | 0     |
| 0     | 90 a 94 | 0     |
| 0     | 85 a 89 | 0     |
| 4     | 80 a 84 | 12    |
| 20    | 75 a 79 | 16    |
| 8     | 70 a 74 | 16    |
| 32    | 65 a 69 | 28    |
| 4     | 60 a 64 | 16    |
| 8     | 55 a 59 | 0     |
| 28    | 50 a 54 | 12    |
| 16    | 45 a 49 | 16    |
| 20    | 40 a 44 | 20    |
| 12    | 35 a 39 | 20    |
| 16    | 30 a 34 | 20    |
| 16    | 25 a 29 | 12    |
| 12    | 20 a 24 | 4     |
| 28    | 15 a 19 | 12    |
| 28    | 10 a 14 | 20    |
| 8     | 5 a 9   | 20    |
| 4     | 0 a 4   | 8     |

## Economia
El 2007 la població en edat de treballar era de 302 persones, 232 eren actives i 70 eren inactives. De les 232 persones actives 218 estaven ocupades (124 homes i 94 dones) i 14 estaven aturades (5 homes i 9 dones). De les 70 persones inactives 26 estaven jubilades, 23 estaven estudiant i 21 estaven classificades com a «altres inactius».

### Ingressos
El 2009 a Beslon hi havia 212 unitats fiscals que integraven 513 persones, la mediana anual d'ingressos fiscals per persona era de 14.519 €.

### Activitats econòmiques
Dels 9 establiments que hi havia el 2007, 1 era d'una empresa de fabricació d'altres productes industrials, 3 d'empreses de construcció, 1 d'una empresa de comerç i reparació d'automòbils, 2 d'empreses d'hostatgeria i restauració, 1 d'una empresa immobiliària i 1 d'una entitat de l'administració pública.
Dels 4 establiments de servei als particulars que hi havia el 2009, 1 era un paleta, 1 fusteria, 1 lampisteria i 1 restaurant.
L'any 2000 a Beslon hi havia 61 explotacions agrícoles que ocupaven un total de 1.224 hectàrees.

## Equipaments sanitaris i escolars
El 2009 hi havia una escola elemental integrada dins d'un grup escolar amb les comunes properes formant una escola dispersa.

## Poblacions més properes
El següent diagrama mostra les poblacions més properes.